# Bertha Hirsch
Berta Hirsch, auch Bertha Hirsch, geborene Eberstadt (* 10. September 1850 in Worms; † 10. Januar 1913 in Heidelberg) war eine deutsche Kulturmäzenin.
Berta Eberstadt entstammte der bekannten Wormser jüdischen Familie des Falck Ferdinand Eberstadt (* Worms 1808, † Mannheim 1888). Er war Textilhändler und aktiver Teilnehmer der Revolution von 1848. Von 1849 bis 1852 war er der erste Jude Deutschlands, der in Worms als Bürgermeister eingesetzt wurde.
Aus politischen und familiären Gründen wechselte er mit seinen zehn Kindern den Wohnsitz ab 5. Dezember 1857 in das liberale Mannheim. Dort gründete er die „Firma Ferd. Eberstadt und Cie.“ Kunst und Kultur wurde ein wichtiger Teil seines Lebens innerhalb der besseren jüdischen Gesellschaft, in die seine Töchter einheirateten.
Berta heiratete 1872 den Getreidegroßhändler Emil Hirsch (1840–1918). In ihrem gesellschaftlichen Salon, den sie mit Helene Hecht unterhielt, verkehrten Künstler und Politiker, so Ludwig Frank, Hedwig Wachenheim, Theodor Heuss und Friedrich Naumann, der sie in einem Nachruf „Frau Kultur“ genannt hat. Ihre Aktivitäten entfaltete sie im Geiste der damaligen Frauenbewegung, die als Verband 1896 in Berlin gegründet wurde, heute „Deutscher Verband Frau und Kultur“ mit 30 Ortsgruppen.
Emma Eberstadt (1840–1906), die Schwester, war verheiratet mit Bernhard Kahn. Nach seinem Tode gründete sie zu seinem Andenken für 60.000 Goldmark (Kaufkraft heute 560.000 €) die Bernhard-Kahn-Lesehalle im Arbeiterstadtteil Neckarstadt. Diese Einrichtung wurde von Bertha Hirsch unterstützt.
Berta Hirsch wurde auf dem christlichen Friedhof feuerbestattet.
Die Stadt Mannheim ehrte sie mit dem Namen der Grundschule „Bertha-Hirsch-Schule“ in Mannheim-Käfertal.